# Miłość i nienawiść (utwór)
Miłość i nienawiść – utwór pochodzący z albumu Mój dom. Kompozycja zamieszczona została na ósmej pozycji na krążku. Trwa 3 minuty i 56 sekund. Utwór jest piątym co do najdłuższych piosenek zawartych na płycie.
Tekst utworu ponownie adresowany jest do kobiety.
Kompozytorami piosenki są gitarzysta Kuba Płucisz oraz perkusista Wojtek Owczarek, tekst napisali Artur Gadowski oraz Grzegorz Adamowicz.
Utwór Miłość i nienawiść jest jednym z najbardziej dynamicznych utworów znajdujących się na płycie. Brzmienie utworu jest utrzymane w szybkim hardrockowym tempie zawierającym w sobie mnóstwo energii, oraz bardzo melodyjną gitarową solówkę w wykonaniu gitarzysty Piotra Łukaszewskiego.
Utwór był grany jedynie na trasie promującą płytę Mój dom w 1992 roku. Cieszył się sporym zainteresowaniem wśród fanów, mimo to nie znalazł się na żadnej z dwóch płyt koncertowych i ani razu nie został wykonany akustycznie.
Od momentu reaktywacji grupy utwór jako jeden z niewielu z tego krążka, w ogóle nie jest grany na koncertach.

## Twórcy
IRA
- Artur Gadowski – śpiew, chór
- Wojtek Owczarek – perkusja
- Piotr Sujka – gitara basowa, chór
- Kuba Płucisz – gitara rytmiczna
- Piotr Łukaszewski – gitara prowadząca

Produkcja
- Nagrywany oraz miksowany: Kwiecień 1991 roku w Studio S-4 w Warszawie
- Producent muzyczny: Leszek Kamiński, IRA
- Realizator nagrań: Leszek Kamiński
- Aranżacja: Kuba Płucisz / Wojciech Owczarek
- Tekst piosenki: Artur Gadowski / Grzegorz Adamowicz
- Sponsor zespołu: Firma Kontakt z Radomia
- Wytwórnia: Kontakt